# ساعت برگه‌ای

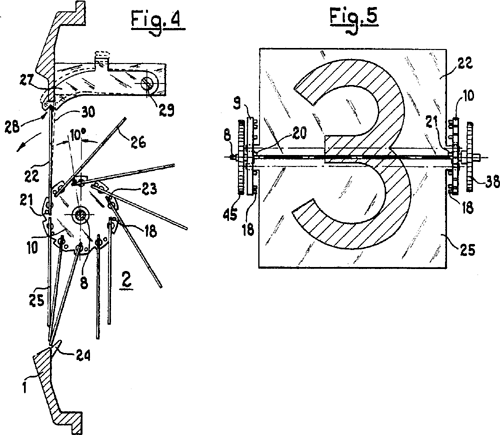
طرح شماتیک ساعت ورقی عددی.

ساعت برگه‌ای (ساعت ورقی یا ساعت فلیپ) (انگلیسی: Flip clock) نوعی ساعت الکترومکانیکی است که زمان را با اعداد رقمی بر روی یک نمایشگر برگه‌ای نمایش می‌دهد. مطالعه، جمع‌آوری و تعمیر ساعت‌های ورقی horopalettology نامیده می‌شود. افراد علاقه‌مند به جمع‌آوری، ترمیم، خرید و فروش ساعت‌های تلنگر به عنوان horopalettologists شناخته می‌شوند.

## روش کار
یک موتور الکتریکی (اغلب همگام، اگر مستقیماً به خط AC وصل شود) از طریق قطار چرخ دنده کاهنده، دو مجموعه چرخ را به‌طور مداوم می چرخانه: چرخه‌هایی سریعتر با سرعت ۱ چرخش در ساعت، و چرخه‌های کندتر که با سرعت ۱ چرخش در هر ۲۴ ساعت انجام شود. چرخ‌ها به‌طور مداوم حرکت می‌کنند، نه مرحله به مرحله.
به چرخ سریعتر حلقه ای از ۶۰ برگه پلاستیکی مسطح وصل شده‌است. روی برگها عددی چاپ می‌شود به طوری که وقتی شخصی دو برگ مجاور را مانند یک کتاب باز از هم جدا نگه دارد، دو برگ آزاد یک عدد را نشان م می‌دهند. با هر ضربه، عدد نشان داده شده یک واحد اضافه می‌شود.
چرخ کندتر، شامل حلقه ای با ۴۸ برگه است.
بسیاری از ساعتهای ورقی قدیمی، امکان حرکت به یک سو را دارند و نمی‌شود ساعت را به عقب برگرداند.